# Universal Soldier : Régénération
Pour un article plus général, voir Universal Soldier (série de films).
Série Universal Soldier
Universal Soldier : Le Combat absolu
(1999) Universal Soldier : Le Jour du jugement
(2012)
Pour plus de détails, voir Fiche technique et Distribution.
Universal Soldier : Régénération (Universal Soldier: Regeneration) est un film américain d'action et de science-fiction réalisé par John Hyams, sorti en 2009, principalement sur le marché du DVD.
Jean-Claude Van Damme et Dolph Lundgren reprennent les rôles qu'ils tenaient dans Universal Soldier, sorti en 1992. Jean-Claude Van Damme avait également participé au second volet sorti au cinéma en 1999, Universal Soldier : Le Combat absolu.

## Synopsis
Dans un futur proche, le Commandant Basayev Topov est le chef d'une insurrection tchétchène. Afin de venger la mort de son père, le Général Vasilly Topov (à qui il a succédé à la tête de l'Armée de Libération du Pasalan), il enlève les enfants du Premier ministre russe Musayev et prend le contrôle de la centrale de Tchernobyl. Topov menace de provoquer une nouvelle catastrophe nucléaire si ses demandes (indépendance du Pasalan et libération des miliciens retenus prisonniers par Moscou) ne sont pas exaucées. Après des années d'inactivité et l'échec des forces conventionnelles, l'Universal Soldier Luc Deveraux est réactivé afin de déjouer les plans du groupuscule. Il devra faire face à l'Unisol ultime (le NGU), mais aussi affronter à nouveau sa nemesis, le terrifiant sergent Andrew Scott...

## Fiche technique
Sauf indication contraire, les informations mentionnées dans cette section peuvent être confirmées par la base de données cinématographiques IMDb,  présente dans la section « Liens externes ».
- Titre original : Universal Soldier: Regeneration[Note 1],[Note 2]
- Titre français et québécois : Universal Soldier : Régénération
- Réalisateur : John Hyams
- Scénario : Victor Ostrovsky, d'après les personnages créés par Richard Rothstein, Christopher Leitch et Dean Devlin
- Musique : Kris Hill et Michael Krassner
- Direction artistique : Rossitsa Bakeva et Valentina Mladenova
- Décors : Philip Harrison
- Costume : Sonia Despotova
- Photographie : Peter Hyams
- Son : Rusty Dunn, Abigail Savage
- Montage : John Hyams et Jason Gallagher
- Production : Craig Baumgarten et Moshe Diamant

Producteur exécutif : Yisrael Ringel
Producteurs associés : James Portolese et Tamara Birkemoe
Producteurs délégués : Mark Damon et Courtney Solomon
- Sociétés de production[1] : Signature Pictures, Baumgarten Management and Productions (BMP), Unisol 3 Distribution, avec la participation de Foresight Unlimited
- Sociétés de distribution[1] :
  - États-Unis (sortie en DVD) : Sony Pictures Entertainment
  - France (sortie en DVD / Blu-ray) : Studiocanal, Universal-Studio Canal
- Budget : 10 millions de dollars (estimation)[2]
- Pays d'origine :  États-Unis
- Langue originale : anglais, bulgare
- Format[3] : couleur - 35 mm - 2,35:1 (Cinémascope) - son Dolby Digital
- Genre : action, science-fiction
- Durée : 97 minutes
- Dates de sortie[4] : 
  - États-Unis : 1er octobre 2009 (Austin Fantastic Fest)
  - États-Unis : 2 février 2010 (sortie en DVD)
  - France : 4 mai 2010 (sortie en DVD)
- Classification :
  -  États-Unis : R – Restricted (Les enfants de moins de 17 ans doivent être accompagnés d'un adulte).[5]
  -  France : Tous publics avec avertissement lors de sa sortie (des scènes, des propos ou des images peuvent heurter la sensibilité des spectateurs).[6]

## Distribution
- Jean-Claude Van Damme (V. F. : Patrice Baudrier ; V. Q. : Daniel Picard) : Luc Deveraux
- Dolph Lundgren (V. F. : Hervé Jolly ; V. Q. : Benoît Rousseau) : Andrew Scott
- Andrei Arlovski : NGU
- Garry Cooper (en) (V.F. : Luc Bernard ; V. Q. : Denis Mercier) : Dr. Porter
- Kerry Shale (en) (V. Q. : François Sasseville) : Dr. Colin
- Aki Avni (V. Q. : Patrick Chouinard) : le général Boris
- Emily Joyce (V. F. : Véronique Borgias ; V. Q. : Mélanie Laberge) : Dr. Sandra Fleming
- Violeta Markovska : Ivana
- Mike Pyle (V. Q. : Nicholas Savard L'Herbier) : le capitaine Kevin Burke
- John Laskowski : le capitaine
- Zachary Baharov (V.F. : Gilles Morvan ; V. Q. : Martin Desgagné) : le commandant Topoff
- Kristopher Van Varenberg : Miles
- Bill Goldberg : Romeo/UniSol 2500

Source et légende : Version française (V. F.) sur RS Doublage Version québécoise (V. Q.) sur Doublage Québec

## Production

### Tournage
Le tournage du film s'est déroulé en Bulgarie.

## Accueil

### Sortie
Le film est sorti au cinéma dans quelques pays (Israël, Philippines, Bahreïn, Émirats arabes unis, Malaisie, Singapour, Italie, Japon, Pakistan…) et directement en DVD dans le reste du monde notamment aux États-Unis et en Europe (France, Grèce, Allemagne, Royaume-Uni, Pays-Bas…), Brésil.

### Accueil critique
Aux États-Unis, le film a reçu un accueil critique mitigé :
- Sur Internet Movie Database, il obtient un score de 5,2⁄10 sur la base de 24 356 critiques[11].
- Sur Metacritic, il obtient un score favorable de la presse 70⁄100 sur la base de 4 critiques[12].

En France, le film a reçu des critiques défavorables sur Allociné :
- Il obtient une moyenne de 1,9⁄5 sur la base 66 critiques de la part des spectateurs[13].

## Saga

### Films
- 1992 : Universal Soldier (1992) de Roland Emmerich
- 1999 : Universal Soldier : Le Combat absolu (Universal Soldier: The Return) de Mic Rodgers
- 2009 : Universal Soldier : Régénération de John Hyams
- 2012 : Universal Soldier : Le Jour du jugement de John Hyams

### Téléfilms
- 1998 : Universal Soldier 2 : Frères d'armes (Universal Soldier II: Brothers in Arms) de Jeff Woolnough
- 1999 : Universal Soldier 3 : Ultime vengeance (Universal Soldier III: Unfinished Business) de Jeff Woolnough